# 三硝基甲烷
三硝基甲烷，又称硝仿，是一种硝基化合物，也是一种氧化剂，化学式HC(NO2)3。在1857年，俄罗斯化学家Leon Nikolaevich Shishkov（1830－1908）成功制备了三硝基甲烷的铵盐。在1900年的时候，他发现了三硝基甲烷可以由乙炔和硝酸一起化合而成。这种方法成为了20世纪三硝基甲烷的主要制备方法。在实验室里，三硝基甲烷可以由四硝基甲烷在弱碱性环境中水解而成。

## 酸性
中性的三硝基甲烷是无色的。它的酸性高，极易电离成 (NO2)3C−离子。三硝基甲烷的pKa是 0.17 ± 0.02 （20℃下测量）。 三硝基甲烷容易水解，生成黄色溶液。
有证据表明，三硝基甲基阴离子遵循4n+ 2 的休克尔规则，它可能是有芳香性的。

## 三硝基甲烷盐
三硝基甲烷会形成黄色的盐。大部分的三硝基甲烷盐都对热不稳定。
三硝基甲烷的钾盐 KC(NO2)3 是一种柠檬黄色的晶体，会缓慢分解，在 95 °C以上会爆炸。它的铵盐比较稳定， 200 °C才会猛烈分解或爆炸。